# Шаблон функционального дизайна
Функциональный дизайн (англ. Functional design) — основной шаблон проектирования, использующийся для упрощения проектирования ПО. Функциональный дизайн гарантирует, что каждый модуль компьютерной программы имеет только одну обязанность и исполняет её с минимумом побочных эффектов на другие части программы. Функционально разработанные модули имеют низкое зацепление.

## Преимущества
Системы с функционально-спроектированными частями легче модифицировать, потому что каждая часть делает только то, для чего она предназначена. Так как поддержка программы занимает больше 3/4 жизни успешной системы, эта особенность является решающим преимуществом. Это также делает систему лёгкой для понимания и документирования, что также упрощает обучение. Результатом является то, что практическое время жизни функциональной системы больше.
Преимуществом для реализации является то, что если программный модуль имеет единственное предназначение, он будет проще и тем самым — легче и менее дорогостоящим для проектирования и реализации.
В программных системах функциональный модуль будет легче использовать многократно, потому что он менее вероятно будет иметь побочные эффекты, которые проявятся в других частях системы.

## Методика
Стандартный способ обеспечения функционального дизайна — это обзор описания модуля. Если описание включает связи, такие, как «и» либо «или», тогда дизайн имеет более чем одно предназначение, и соответственно возможно будет иметь побочные эффекты. Предназначения должны быть разделены на отдельные модули для того, чтобы функциональный дизайн был достижим.

## Критика и ограничения
Каждая компьютерная система имеет части, которые не могут быть функционально чисты, потому что они существуют для распределения тактов процессора или других ресурсов различным модулям. Например, большинство систем имеют раздел «инициализации», который запускает модули. Другие хорошо известные примеры включают в себя таблицу векторов прерываний и главный цикл.
Некоторые функции в сущности имеют смешанную семантику. Например, функция «вывести автомобиль из гаража», по сути, имеет побочный эффект изменения «положения автомобиля». В некоторых случаях смешанная семантика может быть расширена на большое топологическое дерево или граф связанных понятий. В этих необычных случаях некоторые авторитеты не рекомендуют использовать функциональный дизайн. Вместо этого попробуйте полиморфизм и наследование.

## Применение к 3D-моделированию и симуляции
Последнее время некоторые софтверные компании вводят Функциональный дизайн как концепцию описания Parametric feature based modeler для 3D-моделирования и симуляции. В этом смысле они имеют в виду параметрическую модель (parametric model) объекта, параметры которого связаны с настоящими параметрами дизайна. Например, ось, изменяющая диаметр в зависимости от прочности материала и величины силы, приложенной к ней в симуляции. Считается, что таким образом будет увеличена производительность в процессе проектирования для механических и даже возможно архитектурных/структурных сборок путём внедрения результата анализа методом конечных элементов непосредственно в поведение индивидуальных объектов.